# ゼニス銀行
ゼニス銀行（ゼニスぎんこう、Zenith Bank）は、ナイジェリア最大の商業銀行である。1990年創業。本社所在地はラゴス。